# Broich (Schleiden)
Broich ist ein südöstlicher Stadtteil von Schleiden im nordrhein-westfälischen Kreis Euskirchen. Nördlich der Ortschaft entspringt der Geisbach, südlich der Golbach. Westlich der Ortschaft schließt sich die Broicher Höhe an. In Broich befindet sich ein Dorfgemeinschaftshaus.

## Geschichte
1464 wurde Broich zusammen mit Wintzen erstmals urkundlich erwähnt. 
Aufgrund des § 9 des Aachen-Gesetzes wurde die bis dahin eigenständige Gemeinde am 1. Januar 1972 in die neue Stadt Schleiden eingegliedert.

## Wirtschaft
In Broich ist das Schallplattenlabel CUE Records sowie das Tonstudio LIQUID AETHER Audio ansässig. Außerdem leben dort einige Künstler.
Seit 2020 ist die Fa. BEARDPRIDE in Broich ansässig. Dort werden Produkte zur Bartpflege in Handarbeit produziert und in alle Welt versendet.

## Verkehr
In Broich verkehrt Linienbedarfsverkehr, der Ort liegt im Verbundraum des Verkehrsverbundes Rhein-Sieg (VRS). Die Buslinien 816 und 891 verbinden Broich mit Schleiden und Kall.
| Linie | Betreiber    | Verlauf |
| ----- | ------------ | --- |
| 816   | RVK/Kreis EU | MiKE / AST-Verkehr: Schleiden – Broich Höhe – Kerperscheid – Broich – Wintzen                                                      |
| 891   | RVK          | MiKE (außer im Schülerverkehr): Zingsheim – Keldenich – Kall Siemensring – Kall Bf – (Straßbüsch –) Golbach – Broich (– Schleiden) |

Die nächsten Autobahnanschlussstellen sind Bad Münstereifel / Mechernich oder Wißkirchen auf der A 1 und Aachen-Lichtenbusch auf der A 44.